# Apanteles evanidus
Apanteles evanidus är en stekelart som beskrevs av Papp 1975. Apanteles evanidus ingår i släktet Apanteles och familjen bracksteklar. Arten är reproducerande i Sverige. Inga underarter finns listade i Catalogue of Life.